# Festival de films Résistances
 (avril 2022).
Le Festival Résistances est un festival de cinéma international non-compétitif se déroulant chaque année à Foix en Ariège (Midi-Pyrénées) au début du mois de juillet. Avec une programmation de plus de 100 films sans contraintes de genre (documentaire, fiction) et des débats en présence d'artistes et de militantes, il est un des événements culturels les plus importants de la région.[réf. nécessaire]
Fondé en 1997, le festival s'inscrit dans un esprit de résistance, à l'image des terres sur lesquelles il a grandi. Il s'est donné comme objectif de promouvoir un cinéma engagé, rarement diffusé, et proposer un nouveau regard sur le monde.
Par ailleurs, le festival propose une programmation destinée au jeune public, avec des activités d'éducation à l'image, des ateliers vidéo etc.
Le festival Résistances est peu à peu devenu l'un des événements majeurs de la contre-culture cinématographique en France.[réf. nécessaire]

## Historique et présentation
Le Festival Résistances, a été fondé en 1997 par Catherine Dubuisson et Marc Saracino. Ce festival de cinéma se déroule chaque année au mois de juillet à Foix, après avoir été organisé à Tarascon-sur-Ariège. Il s'inscrit dans un esprit de résistance et s'est donné comme objectif de « promouvoir un cinéma rarement diffusé sur les écrans, pour créer un salutaire étonnement, faire connaître d'autres regards et d'autres cinéastes que ceux du prêt-à-penser habituel ».
Le festival s'inscrit dans une « longue tradition de résistances ». Depuis les Cathares jusqu'aux "Guerilleros de la Retirada" en passant par la Guerre des Demoiselles, les habitants des montagnes ariégeoises se sont toujours positionnés contre le pouvoir central, la religion officielle, les caporaux de l'Empire ou les maîtres des forges. Mais comment espérer changer la société si les éléments d'analyse et de critique qui fondent l'avenir sont réservés à une élite qui monopolise tous les pouvoirs ? En donnant à voir des documentaires et des fictions sur des thématiques allant à contre-courant des idées reçues, en permettant aux spectateurs de devenir les acteurs de leur propre histoire et non des consommateurs de la société de spectacle, année après année, Résistances construit une utopie libertaire.
Depuis 2007, le festival est organisé par l'association Regard Nomade composée d'un collectif et de comités thématiques participant à la sélection des films projetés. Bien que l'équipe soit essentiellement basée en Ariège, un comité de programmation a vu le jour à Toulouse en 2011. Le fonctionnement participatif est un des points forts du festival. Il offre un véritable sens à l’événement et un esprit de convivialité.
Chaque année, le festival s'oriente autour de quatre grands thèmes soigneusement choisis par le collectif de Résistances en lien avec les problématiques actuelles. Une centaine d'œuvres cinématographiques est alors sélectionnée et discutée au cœur de débats avec les réalisateurs.
Résistances, c'est aussi des événements satellites et des invités. Depuis sa création, le festival accueille des personnalités de la culture, et divers analystes, venus échanger avec le public leur point de vue sur les sujets abordés.
Depuis 2012, l'association redouble ses efforts pour améliorer l'accès du festival et de l'audiovisuel aux personnes en situation de handicap. Ces efforts se concentrent en particulier sur le transport et l'accueil, mais aussi sur une programmation spécifique destinée aux malentendants et malvoyants.

## Évènements autour des projections
Un espace est ouvert aux artistes, plasticiens et photographes inspiré·es par les thématiques du festival.

### Invitées des éditions précédentes
- Ken Loach
- Bertrand Tavernier
- Hubert Sauper
- René Vautier
- Raoul Peck
- Antoine Boutet
- Bernadette Lafont
- Yamina Benguigui
- Yves Boisset
- Coline Serreau
- Claire Simon
- Chantal Akerman
- Lucas Belvaux
- Ventura Pons
- Arnaud et Jean-Marie Larrieu
- Alain Guiraudie
- Souleymane Cissé
- Pierre Schoeller
- Philippe Faucon
- Stéphane Mercurio
- Jean-Pierre Duret
- Kaouther Ben Hania
- Robert Guédiguian
- Rithy Panh
- Dani Kouyaté
- Philippe Baqué
- Isaac Isitan
- David Dufresne
- Mehdi Lallaoui
- Mariana Otero
- Jean-Pierre Thorn
- Sophie Bruneau
- Françoise Davisse
- Olivier Azam
- Yannis Youlountas
- Marie-Claude Treilhou
- Christian Tran
- Naël Marandin
- Vladimir Kozlov
- Feriel Ben Mahmoud
- Manuela Frésil
- Jean-Stéphane Bron
- Marie Amachoukeli
- Claire Burger
- Robin Renucci
- Yann Le Masson
- Nina Faure
- Maurice Failevic
- José Alcala
- Gilles Perret
- Hubert Charuel
- Aïcha Boro
- Nicolas Wadimoff
- Sophie Bredier
- Éléonore Weber
- Walid Mattar
- Sílvia Munt
- Alain Tanner
- Gérard Mordillat
- Nicolas Philibert

### Forums publics
Des personnalités du monde culturel, historiennes, scientifiques, économistes, sociologues, philosophes et militantes interviennent quotidiennement sur les thématiques du festival. Parmi les invités des éditions passées, on peut citer Francis Wurtz, Catherine Wihtol de Wenden, Michel Griffon, Stéphanie Latte Abdallah, Marcel Trillat, Ahmad Salamatian, Stéphane Le Foll, Gabriel Mouesca, Claude Sicre, Jean Ziegler, Hellyette Bess, Hervé-René Martin, Joël Gombin, Jean-Christophe Camps, Olivier Schetrit, Brigitte Gothière, Baptiste Mylondo, Serge Slama, etc.[réf. nécessaire]

## Quelques chiffres
- entre 10 000 et 15 000 entrées
- 85 séances
- plus de 100 films
- 30 à 40 invité·es
- 5 débats publics

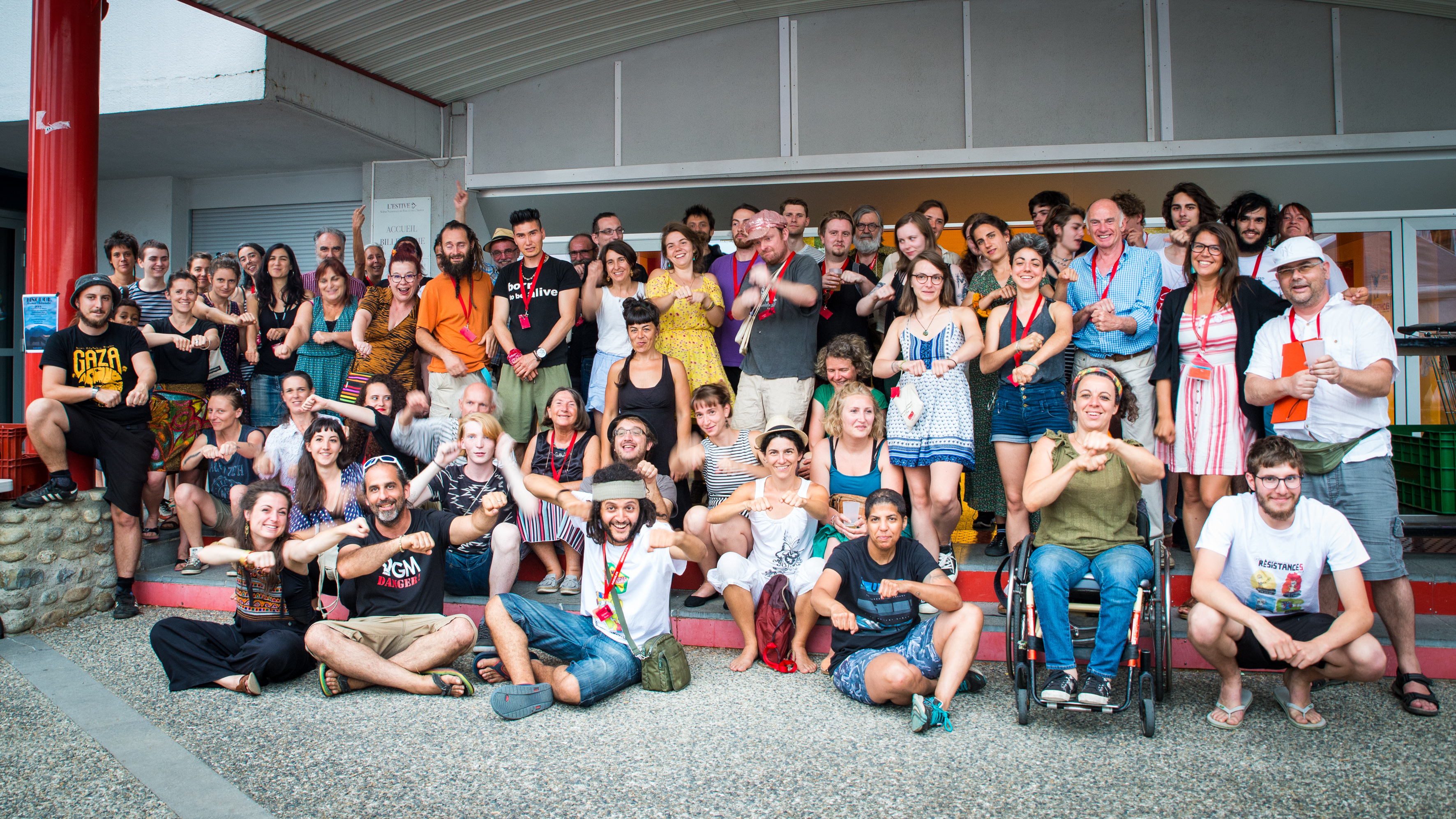
Équipe de bénévoles en 2019

- 8 café-cinés en présence de cinéastes
- 8 concerts
- 15 associations présentes sur le village associatif
- 100 bénévoles